# Ferdinand Nicolai Roll
Ferdinand Nicolai Roll (28 de mayo de 1831 - 28 de febrero de 1921) fue un político y jurista noruego, militante del partido conservador Høyre. 

## Biografía
Nació en Trondheim, hijo del juez y político Jacob Roll y de su tercera mujer Nicoline Selmer. Tenía tres hermanos. Como su padre, estudió derecho, matriculándose como estudiante en 1847 y graduándose en 1852.
En 1870 fue nombrado magistrado estipendiario del distrito (sorenskriver) en Romsdalens Amt. Vivió en Molde, donde nacería su hija, la escritora feminista Nini Roll Anker. Mientras residía allí, fue elegido miembro del parlamento noruego en 1877, representando el territorio de Aalesund og Molde. Fue reelecto en 1880 y en 1883.
Cuando asumió el cargo en 1889, Roll pasó a formar parte de la rama ejecutiva del gobierno. Fue nombrado ministro de Justicia e Interior el 13 de julio. Dejó el cargo en 1890 para pasar a formar parte de la División del Consejo de Estado en Estocolmo.
En 1892 fue elegido por última vez para ocupar un asiento en el parlamento. Fue nombrado asesor de la Corte Suprema.